# Свети Рафаил, Николай и Ирина (Крива)
„Свети Рафаил, Николай и Ирина“ (на гръцки: Ιερά Μονή των Αγίων Ραφαήλ, Νικολάου και Ειρήνης) е православен мъжки манастир в Егейска Македония, Гърция, част от Гумендженската, Боймишка и Ругуновска епархия на Вселенската патриаршия, управляван от Църквата на Гърция.
Манастирът се намира над село Крива (Гривас) на 600 метра надморска височина в югоизточните склонове на планината Паяк на 7 километра от Гумендже (Гумениса). Основан е в 1992 година от митрополит Димитрий Гумендженски. Посветен е на светите Рафаил, Николай и Ирина, мъченици пострадали за вярата в 1463 година на Лесбос. В манастира има параклиси, посветени на Светите Мироносци и на Василий Велики. Резбованият иконостас е дело на монасите от манастира Дечани.